# Cuello polar
El cuello polar es un complemento de ropa confeccionado en tela polar que se coloca en el cuello para proteger del frío. Cumple una función similar a la bufanda. Existen de diferentes tamaños y colores. Data de 1970

## Forma
A diferencia de la bufanda, el cuello polar no es una tira de tela sino que forma una argolla que cubre el cuello en su totalidad. Es parecido a la bufanda pero más sencillo de quitársela y de colocársela.